# Distretto di Žarnovica
Il distretto di Žarnovica (okres Žarnovica) è un distretto della regione di Banská Bystrica, nella Slovacchia centrale.
Fino al 1918, il territorio dell'attuale distretto costituiva la maggior parte della contea ungherese di Tekov, tranne la zona intorno a Hodruša-Hámre nell'est che formava la contea di Hont.

## Geografia antropica
Il distretto è composto da 2 città e 16 comuni:

### Città
- Nová Baňa
- Žarnovica

### Comuni
- Brehy
- Hodruša-Hámre
- Horné Hámre
- Hrabičov
- Hronský Beňadik
- Kľak
- Malá Lehota
- Orovnica

- Ostrý Grúň
- Píla
- Rudno nad Hronom
- Tekovská Breznica
- Veľká Lehota
- Veľké Pole
- Voznica
- Župkov